# Eueres (Sohn des Herakles)
Eueres (altgriechisch Εὐήρης Euḗrēs) ist eine Gestalt der griechischen Mythologie.
Laut der Bibliotheke des Apollodor war Eueres ein Sohn des griechischen Sagenhelden Herakles und der Parthenope, der Tochter des Königs Stymphalos von Arkadien.